# Plagiobrissus grandis
Espèce
Le plagiobrissus des Antilles (Plagiobrissus grandis) est une espèce d'oursin irrégulier de l'ordre des Spatangoida et de la famille des Brissidae.

## Caractéristiques
C'est un grand oursin irrégulier, qui peut atteindre 25 cm de long, mais mesure en moyenne 15 cm de long sur 5 cm de large. Son test (coquille) est ovale et aplati, et protégé par un tapis velouté de toutes petites radioles (piquants) et quelques touffes de plus longues, translucides, tournées vers l'arrière (mais érectiles) et destinées à la défense.

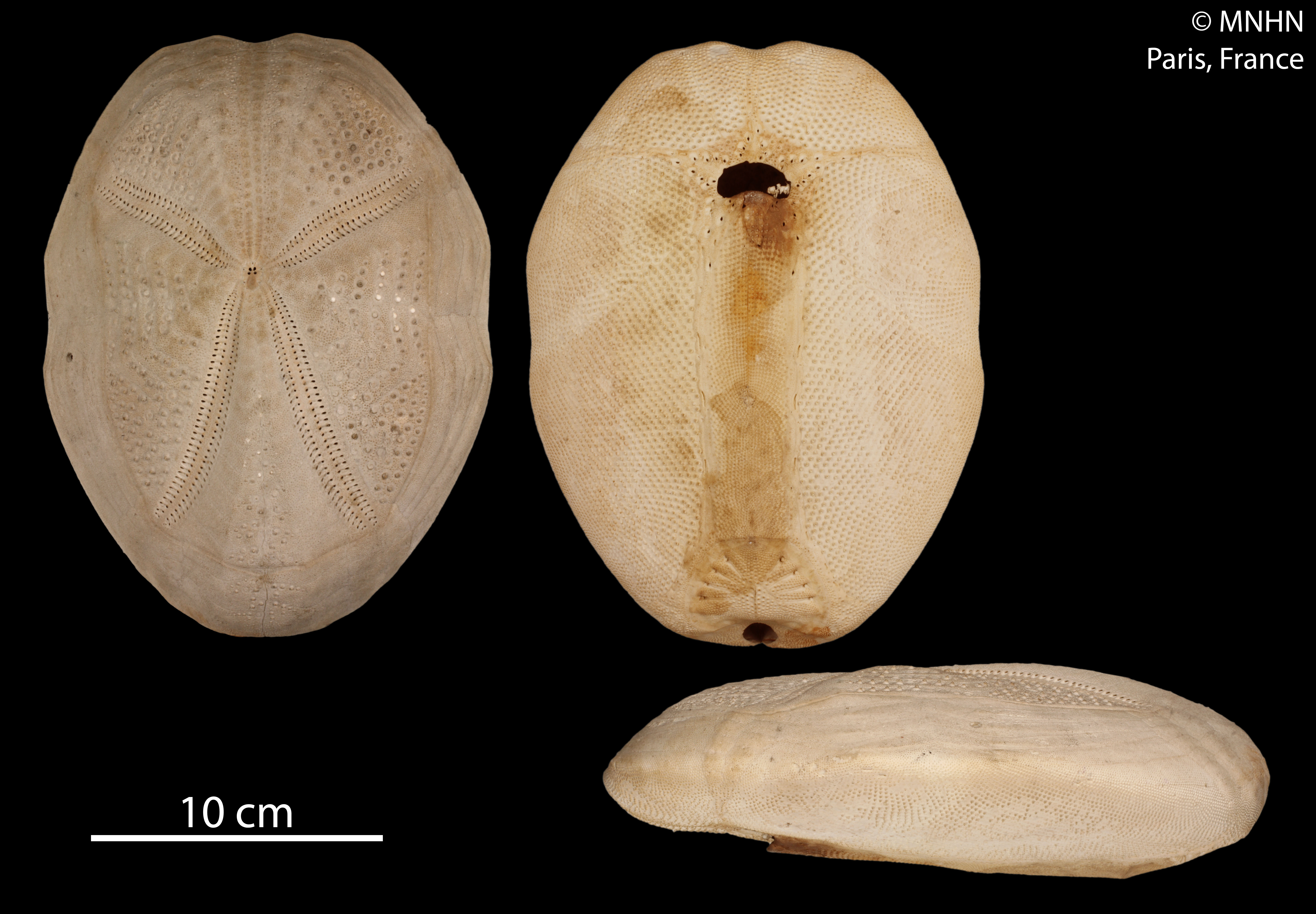
Spécimen du MNHN
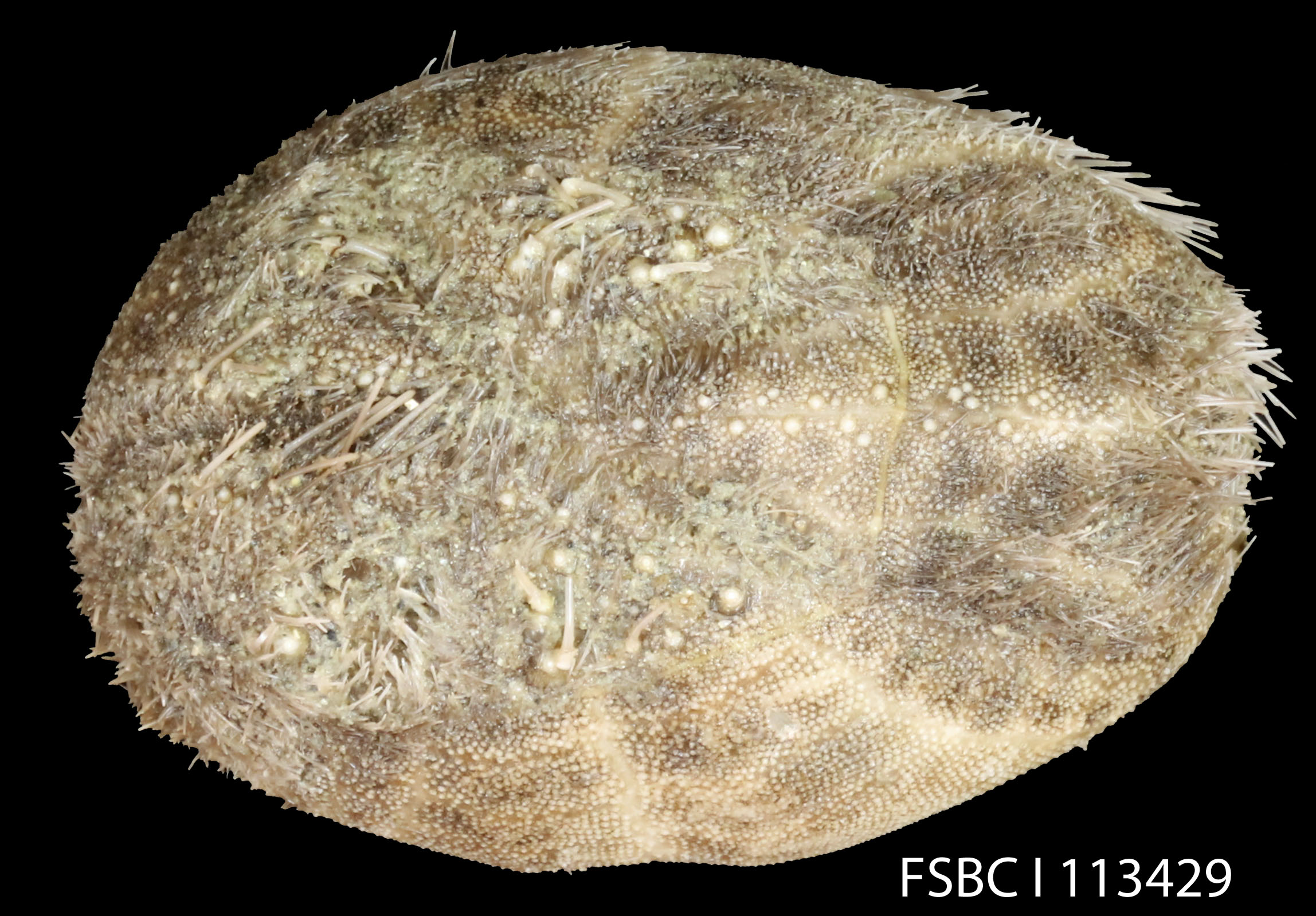
Plagiobrissus grandis
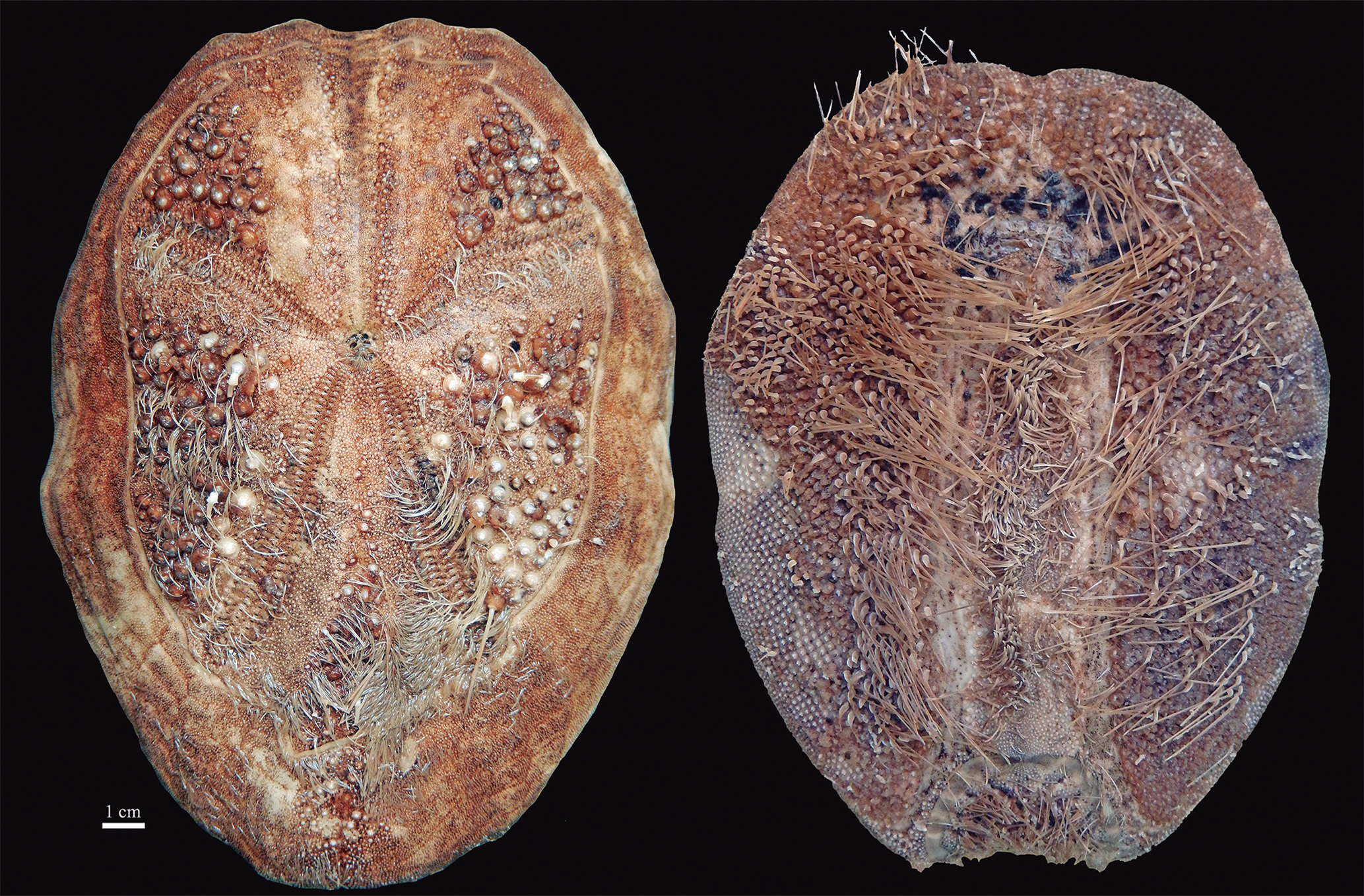

Cette espèce ne doit pas être confondue avec Clypeaster subdepressus, Meoma ventricosa ou Moira atropos.

## Habitat et répartition
Cet oursin est rarement visible, car il vit enfoui dans le sable, dans lequel il se nourrit.
On le rencontre dans toutes les Caraïbes, et dans l'Atlantique tropical ouest de la Floride au Brésil.